# Doué-en-Anjou
Doué-en-Anjou község Franciaország Loire mente régiójában, Maine-et-Loire megyében. Új községként 2016. december 30-án jött létre Brigné, Concourson-sur-Layon, Doué-la-Fontaine, Forges, Meigné, Montfort, Saint-Georges-sur-Layon és Les Verchers-sur-Layon községek egyesítésével. Lakosainak száma 11 227 fő (2022. január 1.).

## Népesség
| Lakosok száma | 11 048 | 11 005 | 11 100 | 11 119 | 11 224 | 11 228 | 11 227 |
|               | 2013   | 2017   | 2018   | 2019   | 2020   | 2021   | 2022   |